# Nowgaon
Nowgaon là một thành phố và khu đô thị của quận Chhatarpur thuộc bang Madhya Pradesh, Ấn Độ.

## Nhân khẩu
Theo điều tra dân số năm 2001 của Ấn Độ, Nowgaon có dân số 33.024 người. Phái nam chiếm 54% tổng số dân và phái nữ chiếm 46%. Nowgaon có tỷ lệ 72% biết đọc biết viết, cao hơn tỷ lệ trung bình toàn quốc là 59,5%: tỷ lệ cho phái nam là 79%, và tỷ lệ cho phái nữ là 65%. Tại Nowgaon, 15% dân số nhỏ hơn 6 tuổi.